# Sebastian-Mihai Rusu
Sebastian-Mihai Rusu (n.  ?) este un deputat român, ales în 2024 din partea PNL. 